# Philip Wollen
Philip Wollen OAM (1950) è un filantropo australiano.

## Biografia
È un ex vicepresidente di Citibank ed è stato anche direttore generale di Citicorp. Wollen è diventato vegano dopo aver lasciato Citibank ed è membro del movimento per i diritti degli animali. Conduce programmi di intervento per il salvataggio di animali maltrattati e finanzia programmi di sensibilizzazione che promuovono il benessere e l'astinenza degli animali. All'età di 34 anni, l’Australian Business Magazine lo ha nominato tra i 40 migliori dirigenti sul mercato, in Australia.  Nel 2005 ha ricevuto la Medal of the Order of Australia e nel 2007 ha vinto il premio Australian of the Year (Victoria) . Wollen andò a scuola alla Bishop Cotton Boys 'School di Bangalore. Vive con sua moglie Trix a Melbourne, Victoria.

## Winsome Constance Kindness
Il principale progetto di Wollen, "Winsome Constance Kindness", è un'iniziativa globale la cui missione è "promuovere la gentilezza verso tutti gli altri esseri viventi e sancirla come tratto riconoscibile nel carattere e nella cultura australiani". L'iniziativa sottolinea l'etica, la compassione e la cooperazione e si oppone alla crudeltà verso l'uomo e gli animali non umani. Nel 2006 ha avuto iniziative in 34 paesi ed è in crescita.
Wollen assegna l'annuale Kindness Gold Medal e il premio in denaro di $25.000 a persone che hanno dedicato la propria vita al servizio degli altri. I destinatari precedenti includono Sir David Attenborough, Regno Unito; Dr Jane Goodall UK; Smt Maneka Gandhi, India; Captain Paul Watson, USA; Il professor Dr Reverendo Andrew Linzey (Oxford); Dr Jill Robinson (Cina); Dr Christine Townend (Australia); Il professor Dr T Colin Campbell (Cornell); Captain Peter Hammarstedt (Svezia); Sri Pradeep Nath (India); Christopher DeRose, USA; Sig. Damien Mander, Zimbabwe; e molti altri.

## La casa della gentilezza
"Kindness House" (La casa della Gentilezza) è una delle innovazioni più insolite di Wollen, un incubatore per ONG in crescita. Kindness House offre uffici con tecnologie moderne, che consentono a coloro che lavorano all'interno dell'edificio di lavorare in modo più efficiente. Si trova nel sobborgo di Melbourne di Fitzroy.